# محمود تبریزی
محمود محمد تبریزی (زاده ۱۳۶۲، تهران) کاریکاتوریست، تصویرساز ونقاش فوتبالیست‌ها است.

## فعالیت
شروع فعالیت از سال ۱۳۷۸ با مجله سراسری طنز و کاریکاتور همچنین تألیف کتاب و برپایی نمایشگاه‌های انفرادی کاریکاتور از دیگر فعالیت‌های وی است از سال ۱۳۸۸ رشته نقاشی با محوریت نقاش فوتبالیست‌ها آغاز کرده و در سال ۱۳۹۶ اولین نمایشگاه نقاشی را برای فدراسیون فوتبال ایران برپا کرده و مؤسس جایزه بیوتی فوتبال است.

## جوایز
- نفر اول جشنواره بین‌المللی سقوط وال استریت تهران[۱۰]
- نفر اول جشنواره بین‌المللی رودی پانکو اوکراین
- نفر دوم جشنواره بین‌المللی لنگ مو چین [نیازمند منبع]
- نفر دوم جشنواره سراسری تولید ملی [نیازمند منبع]
- نفر سوم جشنواره بین‌المللی کاریکاتور لبخند طلایی صربستان[۱۱][۱۲]
- جشنواره بین‌المللی کارتون و کاریکاتور اتریش جشنواره جوانگ زی چین دائی جان کره جنوبی و رومانی[۱۳]